# Ribeira das Romeiras
A ribeira das Romeiras é um pequeno curso de água português do concelho de Loures, passa por Vila de Rei e desagua na margem esquerda do rio Trancão em Bucelas.